# 龐雅倫
龐雅倫（英语：Alan Bond，1938年4月22日—2015年6月5日），澳洲商人和澳洲前首富，前奔達集團（Bond Corporation Holdings Ltd）主席，主要在澳洲和東南亞等地從事採礦、房地產、釀酒和傳媒等多方面業務，在香港建有奔達中心（後轉售改名力寶中心）。
他在1992年因欠債逾18億澳元而宣告破產，其後因詐騙罪名三度被判監入獄。出獄後他主要從事非洲的礦產業務。

## 伸延閱讀
- Barry, Paul. . Bantam Books. 1991. ISBN 1-86359-037-4.
- Barry, Paul. . Bantam Books. 2001. ISBN 1-86325-197-9.
- Bond, Alan; Mundle, Rob. . HarperCollins. 2004. ISBN 0-7322-7494-X.
- Maher, Terence. . William Heinemann Australia. 1990. ISBN 0-85561-336-X.
- McMahon, Neil. . . 5 June 2015  [2022-03-12]. ABC Television. （原始内容存档于2022-08-11）.
- Sykes, Trevor. . St Leonards, NSW: Allen & Unwin. 1994. ISBN 1-86373-702-2.
- 澳洲前首富龐雅倫病逝 （页面存档备份，存于）（東方日報）